# La Princesse aux clowns
Pour plus de détails, voir Fiche technique et Distribution.
La Princesse aux clowns est un film muet français réalisé par André Hugon, sorti en 1924. 
L'intrigue a pour toile de fond la Révolution russe.

## Fiche technique
- Titre original : La Princesse aux clowns
- Réalisation : André Hugon
- Scénario : Jean-José Frappa et Mary Murillo
- Photographie : Amédée Morrin, Romain Parguel, Maurice Velle
- Société de production : Gaumont-Franco Film-Aubert (G.F.F.A)
- Pays de production : France
- Format : Noir et blanc - 35 mm - 1,33:1 - Film muet
- Date de sortie : 23 octobre 1924

## Distribution
- Huguette Duflos : La princesse Olga
- Charles de Rochefort : Le clown
- Magda Roche
- Guy Favières : Le roi Michel II
- Paul Franceschi